# Главное военно-политическое управление Вооружённых сил Российской Федерации
Главное военно-политическое управление Вооружённых сил Российской Федерации (ГВПУ ВС РФ) — центральный военно-политический орган управления, осуществляющий военно-патриотическую работу в Вооружённых силах Российской Федерации.

## История создания

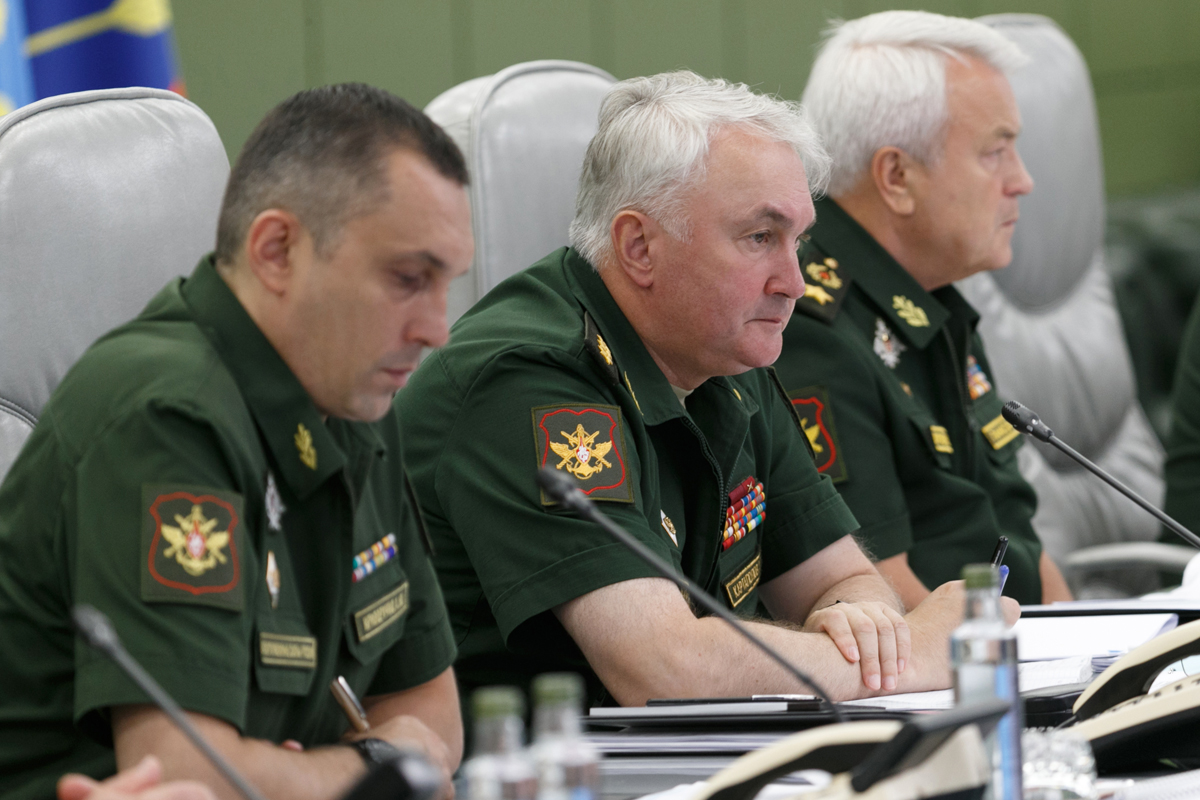
Картаполов на совещании Минобороны, 7 августа 2018 года

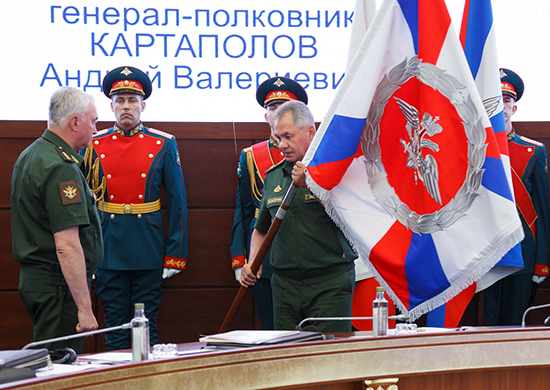
Вручение личного штандарта Картаполову, 31 августа 2018 года

Главное военно-политическое управление было учреждено 30 июля 2018 года указом Президента Российской Федерации Владимира Путина. В тот же день, но уже другим указом, на должность начальника Главного политического управления — заместителя министра обороны Российской Федерации, назначен генерал-полковник Андрей Картаполов. Первые сообщения о создании управления появились в СМИ в феврале того же года со ссылкой на «источники в Минобороны», которые высказывали предположения, что оно может быть организовано на базе Главного управления по работе с личным составом, преемника Главного военно-политического управления Вооружённых сил СССР, расформированного ещё в 1991 году после путча ГКЧП в рамках ликвидации политических органов КПСС в Вооруженных силах. Так, заместитель председателя Общественного совета при Министерстве обороны Российской Федерации Александр Каньшин отмечал, что «в условиях глобального информационно-психологического противоборства неизмеримо возрастает роль морально-политического единства армии и общества», для чего «необходима коренная перестройка и значительное усиление всей структуры в Вооруженных силах, которая будет организовывать, проводить и отвечать за морально-идеологическую составляющую в Российской Армии». По некоторым данным, идею воссоздания политуправления продвигал лично министр обороны Сергей Шойгу, и именно таким образом было отмечено празднование столетия советского политуправления, потому что «случайных совпадений не бывает». 7 августа на селекторном совещании Минобороны в Национальном центре управления обороной Шойгу лично представил Картаполова на новую должность. 31 августа там же на заседании Коллегии Минобороны из его же рук Картаполов получил личный штандарт члена Коллегии — начальника Главного военно-политического управления.

## Оценки полномочий
«Нужно уже сейчас формировать системный подход и к вопросам морально-нравственным, идеологическим, к патриотическому воспитанию. Наши западные недруги предпринимают многое для дискредитации облика России и российской армии – мы должны давать таким попыткам достойный отпор, создавать здоровый противовес. Главное военно-политическое управление Министерства обороны важно для обеспечения национальной безопасности».
Согласно указам президента Российской Федерации, Главное военно-политическое управление «организует военно-политическую работу в Вооружённых Силах» в рамках положений о том, что Министерство обороны Российской Федерации «разрабатывает и реализует меры, направленные на информирование о деятельности Вооруженных сил, повышение в обществе авторитета и престижа военной службы, сохранение и приумножение патриотических традиций» и организует в этих целях «военно-патриотическую деятельность». Журналисты со ссылкой на источники в Минобороны отмечали, что Главное военно-политическое управление заменит или даже полностью подчинит себе Главное управление по работе с личным составом, став ответственным за «Юнармию» и «всё патриотическое воспитание», департамент культуры и пресс-службу Минобороны, а также выпуск ведомственных СМИ. В прессе появление управления с такими задачами расценили как «возвращение к старым порядкам», второе пришествие политруков и комиссаров, занимавшихся в прежние времена политической пропагандой и разъяснением политического курса правительства. Тем не менее, генерал-полковник Леонид Ивашов отметил, что «сейчас без мощной схемы политвоспитания и идеологического воспитания армию строить нельзя», так как «у России объявились на Западе противники», а в государственных СМИ напрямую заявили, что «России нечего стесняться» и «решением о создании новой старой структуры Россия открыто заявляет, что она участвует в глобальном военно-геополитическом противостоянии». Уже после своего назначения Картаполов выступил с закрытыми лекциями для молодежи на форумах «Машук» и «Территория смыслов», организованных администрацией президента, что в СМИ охарактеризовали как следствие усиления работы Минобороны в сфере ведения информационных войн. Позже Картаполов проинспектировал «морально-психологические учения» в расположении Восточного военного округа, где, как отметили на телеканале Минобороны, на примере священников и психологов «уже можно понять, как будет выглядеть военно-политическая работа в наши дни».

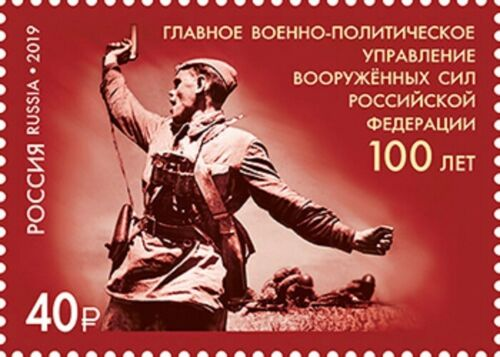
Почтовая марка России, выпущенная 16 сентября 2019 и посвящённая 100-летию со дня образования органов военно-политической работы в Вооружённых Силах. На марке репродуцирована фотография М. Альперта «Младший политрук Алексей Ерёменко ведёт солдат в атаку». Художник — А. Поварихин. Номер по каталогу ЦФА — 2539. Тираж — 150000 экз.

## Организация, цели и задачи
1 сентября 2018 года Картаполов посетил Военный университет Министерства обороны РФ, где от имени министра обороны Шойгу поздравил курсантов с началом нового учебного года. В вводной лекции он рассказал о будущей организации своего управления. По словам Картаполова эта работа уложится в три этапа:

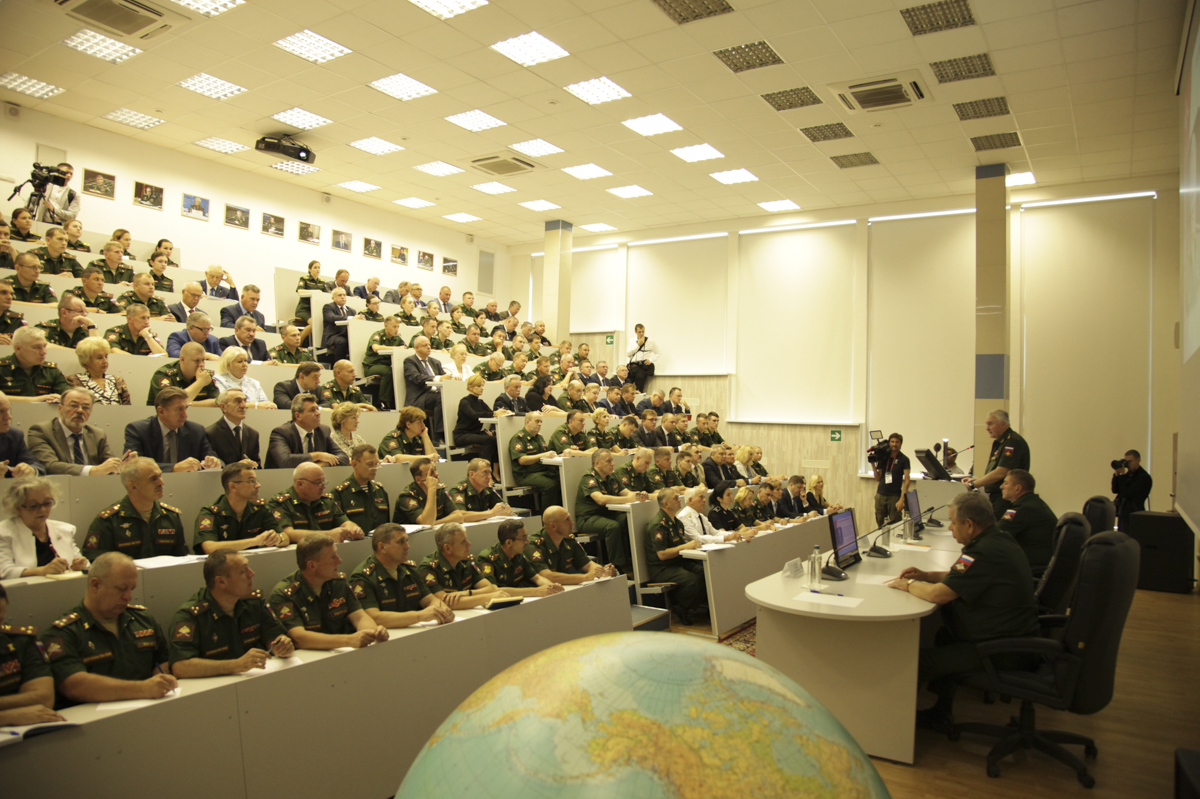
Картаполов на лекции в Военном университете, 1 сентября 2018 года

1. до 1 октября 2018 года — формирование ГВПУ ВС РФ в составе 7 управлений, одной службы (военно-геральдической) и одного направления (воинской дисциплины и профилактики правонарушений) в виде переформирования Главного управления по работе с личным составом при переаттестации его кадров, а также вхождения в новую структуру Военного университета, департамента культуры и управления по работе с обращениями граждан Минобороны.
2. до 1 декабря 2018 года — выстраивание структуры военно-политических органов на всех уровнях ВС РФ вплоть до воинской части.
3. до 1 марта 2019 года — организация подготовки кадров для военно-политических органов в Военном университете, в военно-учебных заведениях видов и родов войск ВС РФ по новым Федеральным государственным образовательным стандартам, разработанным с учетом предложенной модели военно-политического работника.

В связи с этим Картаполов заявил, что «главная цель создаваемых военно-политических органов заключается в формировании воина-государственника — надежного и преданного защитника Отечества, носителя традиционных духовно-нравственных ценностей российского общества — государственности, духовности и патриотизма», а «основными задачами должны быть формирование идейно убежденной, сильной духом личности военнослужащего, сплоченных воинских коллективов, способных к выполнению задач по предназначению в любых условиях обстановки, формирование патриотического сознания военнослужащих, гражданского персонала Вооруженных Сил, а также военно-патриотическая работа со всеми гражданами России и, прежде всего, с молодежью». Сказав, что в советское время эта работа излишне строилась вокруг коммунистической партии, он тем не менее отметил, что управление должно «унаследовать лучший отечественный опыт», да так, чтобы подготовленные специалисты не замыкались на армейской работе, а «были функциональны в системе коммуникаций всех институтов нашего общества, имею в виду различные общественно-политические движения, религиозные конфессии, экспертные сообщества и так далее». При этом, в действующем законе «О статусе военнослужащих» прямо указано, что военнослужащие не могут принимать участия в организациях, преследующих политические цели. Меж тем, как выяснилось из проекта положения управления, попавшего в распоряжение СМИ, его работники будут вести информационно-разъяснительную работу по «актуальным вопросам государственной внутренней и внешней политики и реализации избирательных прав», проводить «контрпропагандистскую работу по защите личного состава от негативного информационно-психологического воздействия», организовывать «военно-социологические исследования для оценки морально-политического и психологического состояния военнослужащих», предпринимать «профилактику отклоняющегося поведения», принимать меры по «методическому обеспечению военно-религиозной работы», предупреждать «негативные социальные процессы» в воинских коллективах «на межнациональной и межрелигиозной основе».
«…Мы хотим, чтобы в этом храме нашли свое отражение и чисто канонические вещи, чтобы он стал центром духовного воспитания военнослужащих, исторического просвещения. Поэтому там найдется место и для русских полководцев, и для наших современных новомучеников, и для тех, кто сложил головы на библейской сирийской земле. Вспомним, первая Крымская война называлась еще войной за ясли Господни, потому что англичане, французы, турки решили нам тогда перекрыть доступ в Средиземное море и Иерусалим. Каждый солдат на Малаховом кургане четко знал, что воюет еще и за Вифлеем. И то, что сейчас происходит в Сирии, можно считать очередным актом войны за ясли Господни».
5 сентября в новой должности Картаполов встретился с журналистами. Потребность в создании управления он объяснил «циничной» и «неприкрытой информационной войной», которая «ведется на всех фронтах против нашей страны» с помощью «оголтелой пропаганды, абсолютной лжи по многим позициям, неприятием и замалчиванием нашей точки зрения», от чего «мы должны защищаться», потому что, как видно «на примере наших соседних государств», это приводит к «изменению политического сознания общества», не обозначив правда какие именно недоброжелатели этим занимаются. Картаполов сказал, что Шойгу уже утвердил структуру управления, в которой не будет партийной составляющей, так как «она нам не нужна, но остальная система, она же работала очень хорошо», а также отметил, что никто не собирается «опять возвращаться к девизу „За веру, царя и Отчество“, это пройдено, но вера в Бога и вера в свое правое дело служения родине — они где-то очень близки и необходимы». Он заявил, что идеологическая работа среди военнослужащих «будет основываться на знании истории своей родины, народа, на исторических и культурных традициях и абсолютно твердой убежденности в будущем российского народа», а её элементы уже были опробованы на прошедших ранее морально-психологических учениях. Для ведения такой работы, как сообщил Картаполов, планируется создание Центра подготовки военного духовенства, который расположится в главном храме Вооружённых сил РФ. О создании храма он сам же и объявил днём ранее, отметив, что тот «должен стать олицетворением исторического единства армии, народа и церкви, духовным, учебно-методическим и просветительским центром для военнослужащих, членов их семей, священнослужителей и всех православных христиан», с классами для инструктажа военного духовенства, которое и будет вести духовно-просветительскую работу с личным составом.
8 ноября 2018 года Картаполов заявил, что одной из наиболее важных задач ГВПУ является борьба с фальсификацией истории.

## Руководство
* Начальник
- генерал-полковник Картаполов Андрей Валериевич (30 июля 2018 — 5 октября 2021)[53]
- генерал-майор Мисковец Виктор Степанович (врио 5 октября — 12 ноября 2021)
- генерал-полковник Жидко Геннадий Валериевич (12 ноября 2021 — 28 июля 2022)[54]
- генерал армии Горемыкин Виктор Петрович (с 28 июля 2022)[55]

Первый заместитель начальника
- генерал-лейтенант Гусев Сергей Викторович (с 22 ноября 2023)

Заместители начальника
- генерал-майор Мосеев Олег Геннадьевич (с 2022)
- генерал-майор Сиваков Игорь Николаевич (с 1 декабря 2023)
- генерал-лейтенант Алаудинов Апти Аронович (с 16 апреля 2024)